# Danh sách di sản văn hóa Tây Ban Nha được quan tâm ở Llucmajor
Danh sách di sản văn hóa Tây Ban Nha được quan tâm ở Llucmajor.
| Tên                                                                   | Dạng                                                      | Địa điểm                               | Tọa độ                                        | Số hồ sơ tham khảo? | Ngày nhận danh hiệu?      | Hình ảnh                                              |
| --------------------------------------------------------------------- | --------------------------------------------------------- | -------------------------------------- | --------------------------------------------- | ------------------- | ------------------------- | ----------------------------------------------------- |
| Nhà fuerte Sa Torre                                                   | Di tích Kiến trúc phòng thủ                               | Lluchmayor                             | 39°26′15″B 2°47′59″Đ / 39,43739°B 2,799657°Đ  | RI-51-0008449       | ngày 30 tháng 11 năm 1993 | Casa fuerte de Sa Torre · Upload image                |
| Nhà fuerte Son Taxaquet                                               | Di tích Kiến trúc phòng thủ                               | Lluchmayor                             | 39°27′14″B 2°51′12″Đ / 39,45375°B 2,853472°Đ  | RI-51-0008455       | ngày 30 tháng 11 năm 1993 | Casa fuerte de Son Taxaquet · Upload image            |
| Quần thể Tiền sử Capocorb Vell                                        | Di tích Khảo cổ học Văn hóa talayótica                    | Lluchmayor                             | 39°23′54″B 2°49′33″Đ / 39,398381°B 2,825872°Đ | RI-51-0002203       | ngày 10 tháng 9 năm 1966  | Conjunto Prehistórico de Capocorb Vell · Upload image |
| Tu viện San Buenaventura                                              | Di tích Kiến trúc tôn giáo                                | Lluchmayor Calle del Convento          | 39°29′29″B 2°53′41″Đ / 39,491389°B 2,894722°Đ | RI-51-0010931       | ngày 7 tháng 3 năm 2005   | Convento de San Buenaventura · Upload image           |
| Cruz Rafil                                                            | Di tích Cruz de término (Cross term) Thời gian: Thế kỷ 15 | Lluchmayor                             | 39°29′36″B 2°53′34″Đ / 39,493386°B 2,892879°Đ | RI-51-0010305       | ngày 25 tháng 9 năm 1998  | Cruz de Rafil · Upload image                          |
| Cruz ses Dones                                                        | Di tích Cruz de término (Cross term) Thời gian: Thế kỷ 16 | Lluchmayor                             | 39°29′42″B 2°54′03″Đ / 39,49506°B 2,900785°Đ  | RI-51-0010310       | ngày 25 tháng 9 năm 1998  | Cruz de ses Dones · Upload image                      |
| Cruz Gigante (Cruz Hombres)                                           | Di tích Cruz de término Thời gian: Thế kỷ 18              | Lluchmayor                             | 39°30′03″B 2°54′46″Đ / 39,500828°B 2,912722°Đ | RI-51-0010312       | ngày 25 tháng 9 năm 1998  | Cruz del Gigante · Upload image                       |
| Fuerte Cabo Enderrocat                                                | Di tích Kiến trúc quân sự                                 | Lluchmayor Cabo Enderrocat, Cala Blava | 39°28′34″B 2°43′29″Đ / 39,476153°B 2,724722°Đ | RI-51-0009296       | ngày 4 tháng 9 năm 1996   | Fuerte del Cabo Enderrocat · Upload image             |
| Tháp Guimará                                                          | Di tích Kiến trúc phòng thủ                               | Lluchmayor                             | 39°23′23″B 2°52′28″Đ / 39,38965°B 2,874467°Đ  | RI-51-0008446       | ngày 30 tháng 11 năm 1993 | Upload image                                          |
| Habitaciones prehistóricas Llucamet                                   | Di tích Khảo cổ học                                       | Lluchmayor Llucamet                    | 39°24′41″B 2°47′30″Đ / 39,411306°B 2,791563°Đ | RI-51-0002224       | ngày 10 tháng 9 năm 1966  | Upload image                                          |
| Habitaciones prehistóricas Sa Torre (Sa Garriga Gran)                 | Di tích Khảo cổ học                                       | Lluchmayor                             | 39°26′00″B 2°46′45″Đ / 39,433459°B 2,779203°Đ | RI-51-0002303       | ngày 10 tháng 9 năm 1966  | Upload image                                          |
| Habitaciones prehistóricas Ses Males Cases (Pleta Sa Caseta)          | Di tích Khảo cổ học                                       | Lluchmayor Ses Males Cases             | 39°26′14″B 2°50′48″Đ / 39,437092°B 2,846667°Đ | RI-51-0002227       | ngày 10 tháng 9 năm 1966  | Upload image                                          |
| Khu dân cư Amurallado Es Pedregar (Sa Pleta)                          | Di tích Khảo cổ học Văn hóa talayótica                    | Lluchmayor                             | 39°26′17″B 2°51′49″Đ / 39,438193°B 2,863541°Đ | RI-51-0002234       | ngày 10 tháng 9 năm 1966  | Upload image                                          |
| Khu dân cư Amurallado Es Pedregar (Ses Cases)                         | Di tích Khảo cổ học Văn hóa talayótica                    | Lluchmayor                             | 39°26′14″B 2°52′03″Đ / 39,437107°B 2,86761°Đ  | RI-51-0002233       | ngày 10 tháng 9 năm 1966  | Poblado Amurallado de Es Pedregar · Upload image      |
| Tàn tích tiền sử Son Albertí                                          | Di tích Khảo cổ học                                       | Lluchmayor                             |                                               | RI-51-0002241       | ngày 10 tháng 9 năm 1966  | Upload image                                          |
| Tàn tích tiền sử Son Ballester                                        | Di tích Khảo cổ học                                       | Lluchmayor                             | 39°26′08″B 2°56′08″Đ / 39,435437°B 2,935588°Đ | RI-51-0002244       | ngày 10 tháng 9 năm 1966  | Upload image                                          |
| Tàn tích tiền sử Son Bieló                                            | Di tích Khảo cổ học                                       | Lluchmayor                             |                                               | RI-51-0002245       | ngày 10 tháng 9 năm 1966  | Upload image                                          |
| Tàn tích tiền sử Son Cardell (Sa Talaieta)                            | Di tích Khảo cổ học                                       | Lluchmayor                             | 39°30′01″B 2°48′59″Đ / 39,500186°B 2,816314°Đ | RI-51-0002248       | ngày 10 tháng 9 năm 1966  | Upload image                                          |
| Ses Arnaules                                                          | Di tích Kiến trúc quân sự                                 | Lluchmayor                             | 39°25′09″B 2°52′40″Đ / 39,419069°B 2,877793°Đ | RI-51-0008450       | ngày 30 tháng 11 năm 1993 | Upload image                                          |
| Son Alberti                                                           | Di tích Kiến trúc quân sự                                 | Lluchmayor                             | 39°23′20″B 2°50′42″Đ / 39,388889°B 2,845°Đ    | RI-51-0008451       | ngày 30 tháng 11 năm 1993 | Upload image                                          |
| Son Garcies                                                           | Di tích Kiến trúc quân sự                                 | Lluchmayor                             | 39°31′44″B 2°49′10″Đ / 39,528838°B 2,819389°Đ | RI-51-0008479       | ngày 30 tháng 11 năm 1993 | Upload image                                          |
| Talayote Son Noguera (Pleta Des Camí)                                 | Di tích Khảo cổ học Talayote                              | Lluchmayor                             | 39°28′58″B 2°51′34″Đ / 39,482781°B 2,859372°Đ | RI-51-0002275       | ngày 10 tháng 9 năm 1966  | Upload image                                          |
| Tháp Lạch Pi                                                          | Di tích Kiến trúc phòng thủ                               | Lluchmayor                             | 39°21′41″B 2°50′07″Đ / 39,361499°B 2,835282°Đ | RI-51-0008437       | ngày 30 tháng 11 năm 1993 | Torre de Cala Pi · Upload image                       |
| Tháp s'Estalella                                                      | Di tích                                                   | Lluchmayor                             | 39°21′32″B 2°54′07″Đ / 39,358934°B 2,902061°Đ | RI-51-0008438       | ngày 30 tháng 11 năm 1993 | Torre de s'Estalella · Upload image                   |
| Tháp Son Noguera                                                      | Di tích                                                   | Lluchmayor                             | 39°28′56″B 2°51′30″Đ / 39,482092°B 2,858358°Đ | RI-51-0008453       | ngày 30 tháng 11 năm 1993 | Torre de Son Noguera · Upload image                   |
| Tháp Vallgonera Vell                                                  | Di tích Kiến trúc phòng thủ                               | Lluchmayor                             | 39°22′45″B 2°52′13″Đ / 39,379083°B 2,870158°Đ | RI-51-0008457       | ngày 30 tháng 11 năm 1993 | Torre de Vallgonera Vell · Upload image               |
| Tháp Cap Blanc                                                        | Di tích Kiến trúc phòng thủ                               | Lluchmayor                             | 39°21′48″B 2°47′25″Đ / 39,363295°B 2,790409°Đ | RI-51-0008440       | ngày 30 tháng 11 năm 1993 | Torre del Cap Blanc · Upload image                    |
| Lạch Pi                                                               | Di tích                                                   | Lluchmayor                             |                                               | RI-51-0008459       | ngày 30 tháng 11 năm 1993 | Upload image                                          |
| Cantera Antigua Lạch Pi (Es Molar)                                    | Di tích                                                   | Lluchmayor                             |                                               | RI-51-0002194       | ngày 10 tháng 9 năm 1966  | Upload image                                          |
| Cantera Antigua Lạch Pi (Punta Sa Dent)                               | Di tích                                                   | Lluchmayor                             |                                               | RI-51-0002195       | ngày 10 tháng 9 năm 1966  | Upload image                                          |
| Cap Blanc (Nhà Labor)                                                 | Di tích                                                   | Lluchmayor                             |                                               | RI-51-0008441       | ngày 30 tháng 11 năm 1993 | Upload image                                          |
| Capocorb                                                              | Di tích                                                   | Lluchmayor                             |                                               | RI-51-0008442       | ngày 30 tháng 11 năm 1993 | Upload image                                          |
| Quần thể Tiền sử (Cas Toro)                                           | Di tích                                                   | Lluchmayor                             |                                               | RI-51-0002302       | ngày 10 tháng 9 năm 1966  | Upload image                                          |
| Quần thể Tiền sử Es Puig Ros (Sa Pleta)                               | Di tích                                                   | Lluchmayor                             |                                               | RI-51-0002237       | ngày 10 tháng 9 năm 1966  | Upload image                                          |
| Quần thể Tiền sử Lạch Pi (Ses Talaies)                                | Di tích                                                   | Lluchmayor                             |                                               | RI-51-0002193       | ngày 10 tháng 9 năm 1966  | Upload image                                          |
| Quần thể Tiền sử Cas Frares (Es Cocons)                               | Di tích                                                   | Lluchmayor                             |                                               | RI-51-0002207       | ngày 10 tháng 9 năm 1966  | Upload image                                          |
| Quần thể Tiền sử Garonda                                              | Di tích                                                   | Lluchmayor                             |                                               | RI-51-0002217       | ngày 10 tháng 9 năm 1966  | Upload image                                          |
| Quần thể Tiền sử Gomera Vell (Sa Pleta)                               | Di tích                                                   | Lluchmayor                             |                                               | RI-51-0002218       | ngày 10 tháng 9 năm 1966  | Upload image                                          |
| Quần thể Tiền sử Marola (Ets Hortals)                                 | Di tích                                                   | Lluchmayor                             |                                               | RI-51-0002229       | ngày 10 tháng 9 năm 1966  | Upload image                                          |
| Quần thể Tiền sử Sa Caseta                                            | Di tích                                                   | Lluchmayor                             |                                               | RI-51-0002204       | ngày 10 tháng 9 năm 1966  | Upload image                                          |
| Quần thể Tiền sử So N'antelm (Sa Pleta)                               | Di tích                                                   | Lluchmayor                             |                                               | RI-51-0002242       | ngày 10 tháng 9 năm 1966  | Upload image                                          |
| Quần thể Tiền sử Son Reinés (S`hortal Cuitor)                         | Di tích                                                   | Lluchmayor                             |                                               | RI-51-0002281       | ngày 10 tháng 9 năm 1966  | Upload image                                          |
| Quần thể Tiền sử Son Servereta                                        | Di tích                                                   | Lluchmayor                             |                                               | RI-51-0002283       | ngày 10 tháng 9 năm 1966  | Upload image                                          |
| Quần thể Tiền sử Son Taxaquet Son Pons Cardaix (Ses Talaietes)        | Di tích                                                   | Lluchmayor                             |                                               | RI-51-0002287       | ngày 10 tháng 9 năm 1966  | Upload image                                          |
| Quần thể Tiền sử S'aguila (Camp D'en Palou)                           | Di tích                                                   | Lluchmayor                             |                                               | RI-51-0002172       | ngày 10 tháng 9 năm 1966  | Upload image                                          |
| Quần thể Tiền sử S'aguila D'en Quart hay Can Ripoll (Sa Pleta)        | Di tích                                                   | Lluchmayor                             |                                               | RI-51-0002180       | ngày 10 tháng 9 năm 1966  | Upload image                                          |
| Quần thể Tiền sử S'aguila D'en Quart hay Ccan Ripoll (Na Pau)         | Di tích                                                   | Lluchmayor                             |                                               | RI-51-0002179       | ngày 10 tháng 9 năm 1966  | Upload image                                          |
| Quần thể Tiền sử S'aguila Can Fideuer (Sementer Des Talayot)          | Di tích                                                   | Lluchmayor                             |                                               | RI-51-0002177       | ngày 10 tháng 9 năm 1966  | Upload image                                          |
| Quần thể Tiền sử S'aresta                                             | Di tích                                                   | Lluchmayor                             |                                               | RI-51-0002184       | ngày 10 tháng 9 năm 1966  | Upload image                                          |
| Cruz D'en Batle                                                       | Di tích                                                   | Lluchmayor                             |                                               | RI-51-0010307       | ngày 25 tháng 9 năm 1998  | Upload image                                          |
| Cruz Daurada, hay Cruz Camí Ciutat                                    | Di tích                                                   | Lluchmayor                             |                                               | RI-51-0010309       | ngày 25 tháng 9 năm 1998  | Upload image                                          |
| Cruz Des Blanquer                                                     | Di tích                                                   | Lluchmayor                             |                                               | RI-51-0010308       | ngày 25 tháng 9 năm 1998  | Upload image                                          |
| Cruz Des Molí D'en Dragó                                              | Di tích                                                   | Lluchmayor                             |                                               | RI-51-0010316       | ngày 25 tháng 9 năm 1998  | Upload image                                          |
| Cruz Sant Guillem                                                     | Di tích                                                   | Lluchmayor                             |                                               | RI-51-0010314       | ngày 25 tháng 9 năm 1998  | Upload image                                          |
| Cruz Camí Gràcia                                                      | Di tích                                                   | Lluchmayor                             |                                               | RI-51-0010313       | ngày 25 tháng 9 năm 1998  | Upload image                                          |
| Cruz Camí Sa Tháp (Antigua Cruz Son Noguera)                          | Di tích                                                   | Lluchmayor                             |                                               | RI-51-0010315       | ngày 25 tháng 9 năm 1998  | Upload image                                          |
| Cruz Santuari                                                         | Di tích                                                   | Lluchmayor                             |                                               | RI-51-0010311       | ngày 25 tháng 9 năm 1998  | Upload image                                          |
| Hang Sa Torre                                                         | Di tích                                                   | Lluchmayor                             |                                               | RI-51-0002301       | ngày 10 tháng 9 năm 1966  | Upload image                                          |
| Hang So N'hereu (Camp Sa Cova)                                        | Di tích                                                   | Lluchmayor                             |                                               | RI-51-0002261       | ngày 10 tháng 9 năm 1966  | Upload image                                          |
| Hang So N'hereu (Sa Pleta)                                            | Di tích                                                   | Lluchmayor                             |                                               | RI-51-0002260       | ngày 10 tháng 9 năm 1966  | Upload image                                          |
| Hang Son Tòrra (Ca Na Càndida Puig)                                   | Di tích                                                   | Lluchmayor                             |                                               | RI-51-0002289       | ngày 10 tháng 9 năm 1966  | Upload image                                          |
| Hang Ben-noc                                                          | Di tích                                                   | Lluchmayor                             |                                               | RI-51-0002188       | ngày 10 tháng 9 năm 1966  | Upload image                                          |
| Hang Lạch Pi (Sa Cala)                                                | Di tích                                                   | Lluchmayor                             |                                               | RI-51-0002192       | ngày 10 tháng 9 năm 1966  | Upload image                                          |
| Hang Capocorb Nou (Es Cementeri Des Moros)                            | Di tích                                                   | Lluchmayor                             |                                               | RI-51-0002201       | ngày 10 tháng 9 năm 1966  | Upload image                                          |
| Hang Cas Frares (Tanca Sa Coveta)                                     | Di tích                                                   | Lluchmayor                             |                                               | RI-51-0002212       | ngày 10 tháng 9 năm 1966  | Upload image                                          |
| Hang Cugulutx D'en Jaqueta (Sa Pleta)                                 | Di tích                                                   | Lluchmayor                             |                                               | RI-51-0002215       | ngày 10 tháng 9 năm 1966  | Upload image                                          |
| Hang Es Maideu (Torrent D'alfàbia)                                    | Di tích                                                   | Lluchmayor                             |                                               | RI-51-0002226       | ngày 10 tháng 9 năm 1966  | Upload image                                          |
| Hang Es Puig Ros (Es Camp Vell)                                       | Di tích                                                   | Lluchmayor                             |                                               | RI-51-0002236       | ngày 10 tháng 9 năm 1966  | Upload image                                          |
| Hang Es Rafal Vell                                                    | Di tích                                                   | Lluchmayor                             |                                               | RI-51-0002238       | ngày 10 tháng 9 năm 1966  | Upload image                                          |
| Hang Galdent (Es Pou Blanquer)                                        | Di tích                                                   | Lluchmayor                             |                                               | RI-51-0002216       | ngày 10 tháng 9 năm 1966  | Upload image                                          |
| Hang Gomereta (Ses Cases)                                             | Di tích                                                   | Lluchmayor                             |                                               | RI-51-0002221       | ngày 10 tháng 9 năm 1966  | Upload image                                          |
| Hang Gomereta (S'hortal Ses Males Llengos)                            | Di tích                                                   | Lluchmayor                             |                                               | RI-51-0002220       | ngày 10 tháng 9 năm 1966  | Upload image                                          |
| Hang Sa Cabana (Es Figueral Moro)                                     | Di tích                                                   | Lluchmayor                             |                                               | RI-51-0002191       | ngày 10 tháng 9 năm 1966  | Upload image                                          |
| Hang Sa Cova (Cova D'en Borino)                                       | Di tích                                                   | Lluchmayor                             |                                               | RI-51-0002214       | ngày 10 tháng 9 năm 1966  | Upload image                                          |
| Hang Sa Torra Son Cortera (Sa Pleta)                                  | Di tích                                                   | Lluchmayor                             |                                               | RI-51-0002306       | ngày 10 tháng 9 năm 1966  | Upload image                                          |
| Hang Ses Arnaules (Es Canet)                                          | Di tích                                                   | Lluchmayor                             |                                               | RI-51-0002185       | ngày 10 tháng 9 năm 1966  | Upload image                                          |
| Hang Ses Arnaules (Sementer Ses Figueres)                             | Di tích                                                   | Lluchmayor                             |                                               | RI-51-0002186       | ngày 10 tháng 9 năm 1966  | Upload image                                          |
| Hang So N`hugo (Cova Des Clapers)                                     | Di tích                                                   | Lluchmayor                             |                                               | RI-51-0002263       | ngày 10 tháng 9 năm 1966  | Upload image                                          |
| Hang So N'antelm (Sa Pedrera)                                         | Di tích                                                   | Lluchmayor                             |                                               | RI-51-0002243       | ngày 10 tháng 9 năm 1966  | Upload image                                          |
| Hang Son Boscana                                                      | Di tích                                                   | Lluchmayor                             |                                               | RI-51-0002246       | ngày 10 tháng 9 năm 1966  | Upload image                                          |
| Hang Son Cardell (Tanca D'en Conill)                                  | Di tích                                                   | Lluchmayor                             |                                               | RI-51-0002249       | ngày 10 tháng 9 năm 1966  | Upload image                                          |
| Hang Son Cresta                                                       | Di tích                                                   | Lluchmayor                             |                                               | RI-51-0002251       | ngày 10 tháng 9 năm 1966  | Upload image                                          |
| Hang Son Dalabau (Can Toni Monserrat)                                 | Di tích                                                   | Lluchmayor                             |                                               | RI-51-0002252       | ngày 10 tháng 9 năm 1966  | Upload image                                          |
| Hang Son Granada Dalt (Es Garbellet)                                  | Di tích                                                   | Lluchmayor                             |                                               | RI-51-0002257       | ngày 10 tháng 9 năm 1966  | Upload image                                          |
| Hang Son Granada Dalt (Sementer S`olIVera)                            | Di tích                                                   | Lluchmayor                             |                                               | RI-51-0002258       | ngày 10 tháng 9 năm 1966  | Upload image                                          |
| Hang Son Granada Dalt (Ses Vuit Quarterades)                          | Di tích                                                   | Lluchmayor                             |                                               | RI-51-0002259       | ngày 10 tháng 9 năm 1966  | Upload image                                          |
| Hang Son Mendivil Dalt (Sementer Des Clapers)                         | Di tích                                                   | Lluchmayor                             |                                               | RI-51-0002265       | ngày 10 tháng 9 năm 1966  | Upload image                                          |
| Hang Son Pieres                                                       | Di tích                                                   | Lluchmayor                             |                                               | RI-51-0002277       | ngày 10 tháng 9 năm 1966  | Upload image                                          |
| Hang Son Ramis                                                        | Di tích                                                   | Lluchmayor                             |                                               | RI-51-0002278       | ngày 10 tháng 9 năm 1966  | Upload image                                          |
| Hang Son Ramis Vell                                                   | Di tích                                                   | Lluchmayor                             |                                               | RI-51-0002279       | ngày 10 tháng 9 năm 1966  | Upload image                                          |
| Hang Son Reinés (Ses Cases)                                           | Di tích                                                   | Lluchmayor                             |                                               | RI-51-0002280       | ngày 10 tháng 9 năm 1966  | Upload image                                          |
| Hang Son Rubí Sa Cova                                                 | Di tích                                                   | Lluchmayor                             |                                               | RI-51-0002282       | ngày 10 tháng 9 năm 1966  | Upload image                                          |
| Hang Son Taxaquet D`en Toni (Corral Sa Coveta)                        | Di tích                                                   | Lluchmayor                             |                                               | RI-51-0002286       | ngày 10 tháng 9 năm 1966  | Upload image                                          |
| Hang Son Taxaquet Son Pons Cardaix (Cova Ses Puces)                   | Di tích                                                   | Lluchmayor                             |                                               | RI-51-0002288       | ngày 10 tháng 9 năm 1966  | Upload image                                          |
| Hang Son Tòrra (Sa Coma)                                              | Di tích                                                   | Lluchmayor                             |                                               | RI-51-0002290       | ngày 10 tháng 9 năm 1966  | Upload image                                          |
| Hang Son Verí Baix (Sa Torrentera)                                    | Di tích                                                   | Lluchmayor                             |                                               | RI-51-0002293       | ngày 10 tháng 9 năm 1966  | Upload image                                          |
| Hang Son Verí Dalt (Sementer Sa Coveta)                               | Di tích                                                   | Lluchmayor                             |                                               | RI-51-0002297       | ngày 10 tháng 9 năm 1966  | Upload image                                          |
| Hang Son Verí Dalt (Ses Cabanasses)                                   | Di tích                                                   | Lluchmayor                             |                                               | RI-51-0002294       | ngày 10 tháng 9 năm 1966  | Upload image                                          |
| Hang S'aguila (Ca Na Bel Cañellas)                                    | Di tích                                                   | Lluchmayor                             |                                               | RI-51-0002173       | ngày 10 tháng 9 năm 1966  | Upload image                                          |
| Hang S'aguila (Sa Boal)                                               | Di tích                                                   | Lluchmayor                             |                                               | RI-51-0002170       | ngày 10 tháng 9 năm 1966  | Upload image                                          |
| Hang S'aguila (Sa Conillera)                                          | Di tích                                                   | Lluchmayor                             |                                               | RI-51-0002174       | ngày 10 tháng 9 năm 1966  | Upload image                                          |
| Hang S'allapassa (Casina)                                             | Di tích                                                   | Lluchmayor                             |                                               | RI-51-0002183       | ngày 10 tháng 9 năm 1966  | Upload image                                          |
| Hang Son Monjo (Es Torrent)                                           | Di tích                                                   | Lluchmayor                             |                                               | RI-51-0002269       | ngày 10 tháng 9 năm 1966  | Upload image                                          |
| Es Llobets                                                            | Di tích                                                   | Lluchmayor                             |                                               | RI-51-0008443       | ngày 30 tháng 11 năm 1993 | Upload image                                          |
| Garonda                                                               | Di tích                                                   | Lluchmayor                             |                                               | RI-51-0008444       | ngày 30 tháng 11 năm 1993 | Upload image                                          |
| Gomereta                                                              | Di tích                                                   | Lluchmayor                             |                                               | RI-51-0008445       | ngày 30 tháng 11 năm 1993 | Upload image                                          |
| Grupo Enterramientos Sa Cabana (Es Comellars)                         | Di tích                                                   | Lluchmayor                             |                                               | RI-51-0002190       | ngày 10 tháng 9 năm 1966  | Upload image                                          |
| Habitaciones Prehistóricas Solleric (Pleta Sa Cisterna)               | Di tích                                                   | Lluchmayor                             |                                               | RI-51-0002240       | ngày 10 tháng 9 năm 1966  | Upload image                                          |
| Habitaciones Prehistóricas Son Fosquet (Sa Pleta)                     | Di tích                                                   | Lluchmayor                             |                                               | RI-51-0002253       | ngày 10 tháng 9 năm 1966  | Upload image                                          |
| Habitaciones Prehistóricas Son Mateu                                  | Di tích                                                   | Lluchmayor                             |                                               | RI-51-0002267       | ngày 10 tháng 9 năm 1966  | Upload image                                          |
| Habitaciones Prehistóricas Son Mut Vell (Darrera Ses Cases)           | Di tích                                                   | Lluchmayor                             |                                               | RI-51-0002274       | ngày 10 tháng 9 năm 1966  | Upload image                                          |
| Habitaciones Prehistóricas Son Mut Vell (Es Vilar)                    | Di tích                                                   | Lluchmayor                             |                                               | RI-51-0002273       | ngày 10 tháng 9 năm 1966  | Upload image                                          |
| Habitaciones Prehistóricas Son Noguera (Pleta Des Forn Calç)          | Di tích                                                   | Lluchmayor                             |                                               | RI-51-0002276       | ngày 10 tháng 9 năm 1966  | Upload image                                          |
| Habitaciones Prehistóricas Son Vic (Es Forn Calç)                     | Di tích                                                   | Lluchmayor                             |                                               | RI-51-0002298       | ngày 10 tháng 9 năm 1966  | Upload image                                          |
| Habitaciones Prehistóricas Son Vidal (Pleta Sa Barraca)               | Di tích                                                   | Lluchmayor                             |                                               | RI-51-0002299       | ngày 10 tháng 9 năm 1966  | Upload image                                          |
| Habitaciones Prehistóricas S'aguila (Ca L'amo En Julià, Camp S'aljub) | Di tích                                                   | Lluchmayor                             |                                               | RI-51-0002171       | ngày 10 tháng 9 năm 1966  | Upload image                                          |
| Habitaciones Prehistóricas S'aguila (Puig D'escorca)                  | Di tích                                                   | Lluchmayor                             |                                               | RI-51-0002176       | ngày 10 tháng 9 năm 1966  | Upload image                                          |
| Habitaciones Prehistóricas S'aguila D'en Tomeu (Ses Cases)            | Di tích                                                   | Lluchmayor                             |                                               | RI-51-0002181       | ngày 10 tháng 9 năm 1966  | Upload image                                          |
| Habitaciones Prehistóricas Vallgornera Vell (Sa Marina)               | Di tích                                                   | Lluchmayor                             |                                               | RI-51-0002308       | ngày 10 tháng 9 năm 1966  | Upload image                                          |
| Habitación Prehistorica Son Veri Dalt                                 | Di tích                                                   | Lluchmayor                             |                                               | RI-51-0002295       | ngày 10 tháng 9 năm 1966  | Upload image                                          |
| Nghĩa địa Gomereta (Tanca Prima Des Camp Des Clapers)                 | Di tích                                                   | Lluchmayor                             |                                               | RI-51-0002222       | ngày 10 tháng 9 năm 1966  | Upload image                                          |
| Nghĩa địa So N`hereu (Ses Plates obertes)                             | Di tích                                                   | Lluchmayor                             |                                               | RI-51-0002262       | ngày 10 tháng 9 năm 1966  | Upload image                                          |
| Khu dân cư Amurallado Capocorb D'en Jaquetó (Sa Pleta)                | Di tích                                                   | Lluchmayor                             |                                               | RI-51-0002198       | ngày 10 tháng 9 năm 1966  | Upload image                                          |
| Khu dân cư Amurallado Cas Frares (Es Cuitor)                          | Di tích                                                   | Lluchmayor                             |                                               | RI-51-0002209       | ngày 10 tháng 9 năm 1966  | Upload image                                          |
| Khu dân cư Amurallado Cas Frares (Pleta Redona)                       | Di tích                                                   | Lluchmayor                             |                                               | RI-51-0002210       | ngày 10 tháng 9 năm 1966  | Upload image                                          |
| Khu dân cư Amurallado Sa Talaia                                       | Di tích                                                   | Lluchmayor                             |                                               | RI-51-0002300       | ngày 10 tháng 9 năm 1966  | Upload image                                          |
| Pozo Antiguo Cas Frares (Es Cocons)                                   | Di tích                                                   | Lluchmayor                             |                                               | RI-51-0002208       | ngày 10 tháng 9 năm 1966  | Upload image                                          |
| Pozo Antiguo Cas Frares (Pleta Redona)                                | Di tích                                                   | Lluchmayor                             |                                               | RI-51-0002211       | ngày 10 tháng 9 năm 1966  | Upload image                                          |
| Relieve I Goig và VII Dolor María                                     | Di tích                                                   | Lluchmayor                             |                                               | RI-51-0010306       | ngày 25 tháng 9 năm 1998  | Upload image                                          |
| Tàn tích Tiền sử Sa Pobla                                             | Di tích                                                   | Lluchmayor                             |                                               | RI-51-0002235       | ngày 10 tháng 9 năm 1966  | Upload image                                          |
| Tàn tích Tiền sử Binificat                                            | Di tích                                                   | Lluchmayor                             |                                               | RI-51-0002189       | ngày 10 tháng 9 năm 1966  | Upload image                                          |
| Tàn tích Tiền sử Capocorb Nou (Es Camí Vell)                          | Di tích                                                   | Lluchmayor                             |                                               | RI-51-0002200       | ngày 10 tháng 9 năm 1966  | Upload image                                          |
| Tàn tích Tiền sử Capocorb Nou (S'era Vella)                           | Di tích                                                   | Lluchmayor                             |                                               | RI-51-0002202       | ngày 10 tháng 9 năm 1966  | Upload image                                          |
| Tàn tích Tiền sử Cas Frares (Ses Cases)                               | Di tích                                                   | Lluchmayor                             |                                               | RI-51-0002205       | ngày 10 tháng 9 năm 1966  | Upload image                                          |
| Tàn tích Tiền sử Cortadeta                                            | Di tích                                                   | Lluchmayor                             |                                               | RI-51-0002213       | ngày 10 tháng 9 năm 1966  | Upload image                                          |
| Tàn tích Tiền sử Es Cap Blanc (Cisterna Nova)                         | Di tích                                                   | Lluchmayor                             |                                               | RI-51-0002197       | ngày 10 tháng 9 năm 1966  | Upload image                                          |
| Tàn tích Tiền sử Llucamet Des Fideuer (Sementer Des Talayot)          | Di tích                                                   | Lluchmayor                             |                                               | RI-51-0002225       | ngày 10 tháng 9 năm 1966  | Upload image                                          |
| Tàn tích Tiền sử Marola (Sa Talaia)                                   | Di tích                                                   | Lluchmayor                             |                                               | RI-51-0002230       | ngày 10 tháng 9 năm 1966  | Upload image                                          |
| Tàn tích Tiền sử Païssa (Sa Pleta)                                    | Di tích                                                   | Lluchmayor                             |                                               | RI-51-0002232       | ngày 10 tháng 9 năm 1966  | Upload image                                          |
| Tàn tích Tiền sử Païssa (S'hortal Cuitor)                             | Di tích                                                   | Lluchmayor                             |                                               | RI-51-0002231       | ngày 10 tháng 9 năm 1966  | Upload image                                          |
| Tàn tích Tiền sử Sa Tháp Son Cortera (Corral Ses Barraques)           | Di tích                                                   | Lluchmayor                             |                                               | RI-51-0002304       | ngày 10 tháng 9 năm 1966  | Upload image                                          |
| Tàn tích Tiền sử Sa Tháp Son Cortera (Na Droga)                       | Di tích                                                   | Lluchmayor                             |                                               | RI-51-0002305       | ngày 10 tháng 9 năm 1966  | Upload image                                          |
| Tàn tích Tiền sử Sa Tháp Son Cortera (Tanca Des Talayot)              | Di tích                                                   | Lluchmayor                             |                                               | RI-51-0002307       | ngày 10 tháng 9 năm 1966  | Upload image                                          |
| Tàn tích Tiền sử Ses Arnaules (Sa Pleta)                              | Di tích                                                   | Lluchmayor                             |                                               | RI-51-0002187       | ngày 10 tháng 9 năm 1966  | Upload image                                          |
| Tàn tích Tiền sử Ses Males Cases (Tanca Des Porcs)                    | Di tích                                                   | Lluchmayor                             |                                               | RI-51-0002228       | ngày 10 tháng 9 năm 1966  | Upload image                                          |
| Tàn tích Tiền sử Son Cortera Vell                                     | Di tích                                                   | Lluchmayor                             |                                               | RI-51-0002250       | ngày 10 tháng 9 năm 1966  | Upload image                                          |
| Tàn tích Tiền sử Son Cànaves                                          | Di tích                                                   | Lluchmayor                             |                                               | RI-51-0002247       | ngày 10 tháng 9 năm 1966  | Upload image                                          |
| Tàn tích Tiền sử Son Fullana                                          | Di tích                                                   | Lluchmayor                             |                                               | RI-51-0002254       | ngày 10 tháng 9 năm 1966  | Upload image                                          |
| Tàn tích Tiền sử Son Granada Dalt (Ses Cases Velles)                  | Di tích                                                   | Lluchmayor                             |                                               | RI-51-0002255       | ngày 10 tháng 9 năm 1966  | Upload image                                          |
| Tàn tích Tiền sử Son Granada Dalt (Ses Comes)                         | Di tích                                                   | Lluchmayor                             |                                               | RI-51-0002256       | ngày 10 tháng 9 năm 1966  | Upload image                                          |
| Tàn tích Tiền sử Son Julià (Can Pòla)                                 | Di tích                                                   | Lluchmayor                             |                                               | RI-51-0002264       | ngày 10 tháng 9 năm 1966  | Upload image                                          |
| Tàn tích Tiền sử Son Marrano (Camp D`en Canals)                       | Di tích                                                   | Lluchmayor                             |                                               | RI-51-0002266       | ngày 10 tháng 9 năm 1966  | Upload image                                          |
| Tàn tích Tiền sử Son Mesquida                                         | Di tích                                                   | Lluchmayor                             |                                               | RI-51-0002268       | ngày 10 tháng 9 năm 1966  | Upload image                                          |
| Tàn tích Tiền sử Son Mut Vell (Sa Pleta Redona)                       | Di tích                                                   | Lluchmayor                             |                                               | RI-51-0002272       | ngày 10 tháng 9 năm 1966  | Upload image                                          |
| Tàn tích Tiền sử Son Verí Baix (Es Fornàs)                            | Di tích                                                   | Lluchmayor                             |                                               | RI-51-0002291       | ngày 10 tháng 9 năm 1966  | Upload image                                          |
| Tàn tích Tiền sử Son Verí Baix (Son Sala-misses)                      | Di tích                                                   | Lluchmayor                             |                                               | RI-51-0002292       | ngày 10 tháng 9 năm 1966  | Upload image                                          |
| Tàn tích Tiền sử Son Verí Dalt (Pleta Des Plen)                       | Di tích                                                   | Lluchmayor                             |                                               | RI-51-0002296       | ngày 10 tháng 9 năm 1966  | Upload image                                          |
| Tàn tích Tiền sử S'aguila (Misser Arnau)                              | Di tích                                                   | Lluchmayor                             |                                               | RI-51-0002175       | ngày 10 tháng 9 năm 1966  | Upload image                                          |
| Tàn tích Tiền sử S'allapassa (Camp Ses Pedres)                        | Di tích                                                   | Lluchmayor                             |                                               | RI-51-0002182       | ngày 10 tháng 9 năm 1966  | Upload image                                          |
| Tàn tích Tiền sử Vernisseta (Es Mitjà Negre)                          | Di tích                                                   | Lluchmayor                             |                                               | RI-51-0002309       | ngày 10 tháng 9 năm 1966  | Upload image                                          |
| Son Aliardo                                                           | Di tích                                                   | Lluchmayor                             |                                               | RI-51-0008456       | ngày 30 tháng 11 năm 1993 | Upload image                                          |
| Son Dalabau                                                           | Di tích                                                   | Lluchmayor                             |                                               | RI-51-0008452       | ngày 30 tháng 11 năm 1993 | Upload image                                          |
| Son Mut Vell                                                          | Di tích                                                   | Lluchmayor                             |                                               | RI-51-0002271       | ngày 10 tháng 9 năm 1966  | Upload image                                          |
| Son Serra                                                             | Di tích                                                   | Lluchmayor                             |                                               | RI-51-0008454       | ngày 30 tháng 11 năm 1993 | Upload image                                          |
| Son Servereta                                                         | Di tích                                                   | Lluchmayor                             |                                               | RI-51-0008439       | ngày 30 tháng 11 năm 1993 | Upload image                                          |
| S' Águila                                                             | Di tích                                                   | Lluchmayor                             |                                               | RI-51-0008447       | ngày 30 tháng 11 năm 1993 | Upload image                                          |
| S'allapasseta                                                         | Di tích                                                   | Lluchmayor                             |                                               | RI-51-0008448       | ngày 30 tháng 11 năm 1993 | Upload image                                          |
| Talayote Capocorb D'en Jaquetó (Tanca Des Talayots)                   | Di tích                                                   | Lluchmayor                             |                                               | RI-51-0002199       | ngày 10 tháng 9 năm 1966  | Upload image                                          |
| Talayote Can Moger (Es Campot)                                        | Di tích                                                   | Lluchmayor                             |                                               | RI-51-0002196       | ngày 10 tháng 9 năm 1966  | Upload image                                          |
| Talayote Cas Frares (Talaia Des Puput)                                | Di tích                                                   | Lluchmayor                             |                                               | RI-51-0002206       | ngày 10 tháng 9 năm 1966  | Upload image                                          |
| Talayote Gomera Vell (S'hortal Cuitor)                                | Di tích                                                   | Lluchmayor                             |                                               | RI-51-0002219       | ngày 10 tháng 9 năm 1966  | Upload image                                          |
| Talayote Gomereta (Darrera Ses Cases)                                 | Di tích                                                   | Lluchmayor                             |                                               | RI-51-0002223       | ngày 10 tháng 9 năm 1966  | Upload image                                          |
| Talayote Solleric (Ets Hortals)                                       | Di tích                                                   | Lluchmayor                             |                                               | RI-51-0002239       | ngày 10 tháng 9 năm 1966  | Upload image                                          |
| Talayote Son Moro (Sementer Darrera Ses Cases)                        | Di tích                                                   | Lluchmayor                             |                                               | RI-51-0002270       | ngày 10 tháng 9 năm 1966  | Upload image                                          |
| Talayote Son Taxaquet (Can Ramonell)                                  | Di tích                                                   | Lluchmayor                             |                                               | RI-51-0002284       | ngày 10 tháng 9 năm 1966  | Upload image                                          |
| Talayote Son Taxaquet Des Llobets (Ses Cases)                         | Di tích                                                   | Lluchmayor                             |                                               | RI-51-0002285       | ngày 10 tháng 9 năm 1966  | Upload image                                          |
| Talayote S'aguila D'en Pere                                           | Di tích                                                   | Lluchmayor                             |                                               | RI-51-0002178       | ngày 10 tháng 9 năm 1966  | Upload image                                          |
| Vallgonera Nou                                                        | Di tích                                                   | Lluchmayor                             |                                               | RI-51-0008458       | ngày 30 tháng 11 năm 1993 | Upload image                                          |

## Bài viết liên quan
Danh sách di sản văn hóa Tây Ban Nha được quan tâm ở Sa Pobla